# Phakt
Alfa Columbae (α Columbae, α Col), conosciuta anche con il suo nome tradizionale di Phakt o Phact, è la stella più luminosa della costellazione della Colomba (magnitudine 2,7). Dista 261 anni luce dal sistema solare. Il nome Phakt proviene dall'arabo Al-Fakhitah e significa "la colomba", che si riferisce al nome della costellazione.

## Osservazione
Si tratta di una stella situata nell'emisfero celeste australe. La sua posizione moderatamente australe fa sì che questa stella sia osservabile specialmente dall'emisfero sud, in cui si mostra alta nel cielo nella fascia temperata; dall'emisfero boreale la sua osservazione risulta invece più penalizzata, specialmente al di fuori della sua fascia tropicale, e risulta invisibile più a nord della latitudine 56° N. La sua magnitudine pari a 2,60 le consente di essere scorta con facilità anche dalle aree urbane di moderate dimensioni.

## Caratteristiche fisiche
Di colore azzurro e tipo spettrale B7IV, Alfa Columbae è una subgigante blu 4,4 volte più massiccia del Sole, e il suo raggio è 7 volte superiore, mentre la sua luminosità è un migliaio di volte superiore a quella solare.
Alfa Colombae è classificata tra le stelle Be, stelle di classe B in rapida rotazione su se stesse caratterizzate da forti linee d'emissioni dell'idrogeno. È inoltre sospettata di essere una variabile Gamma Cassiopeiae.